# STN 8
STN 8  ist ein Enzym, das zusammen mit STN 7 die Phosphorylierungen in Thylakoiden von Chloroplasten im Zuge der Photosynthese bewirkt.

## Eigenschaften
STN 8 ist eine Kinase. STN 8 phosphoryliert hauptsächlich die zentralen Proteine des Photosystems II. Vermutlich reguliert diese Phosphorylierung der zentralen Proteine maßgeblich die Regeneration des Photosystems II und dessen Stabilität. Außerdem soll es bei der Entwicklung der Thylakoid-Membrane eine Rolle spielen. Die komplementäre Phosphatase zu STN8 ist PBCP.